# Jean-Christophe Cholet

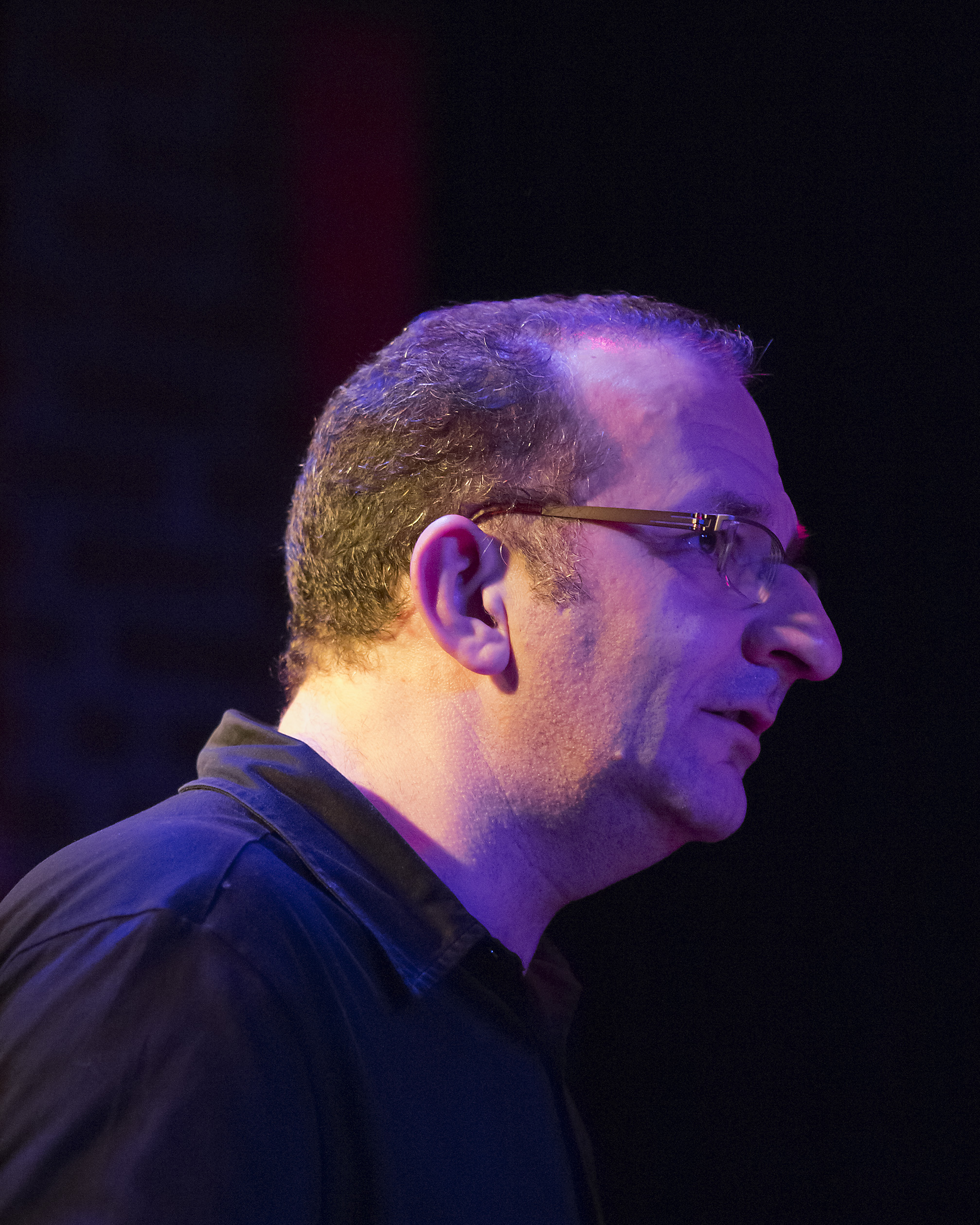
Jean-Christophe Cholet, 2011

Jean-Christophe Cholet (* 11. Mai 1962 in Böhl) ist ein französischer Jazzmusiker (Piano, Komposition, Arrangement).

## Leben und Wirken
Cholet, der bereits mit 15 Jahren mit dem Komponieren begann, absolvierte ein klassisches Musikstudium; seit 1985 wurde er als Konzertpianist an der Schola Cantorum in Paris ausgebildet und hat einen Masterabschluss. Nach seinem Studium wurde er jedoch Jazzmusiker. Er besuchte Workshops und Fortbildungskurse bei Bernard Maury, Bill Dobbins, Kenny Barron, Richie Beirach und Lee Konitz.
Konzertreisen führten Cholet in die Schweiz, nach Deutschland, Österreich, Italien, Nordamerika und China. Als Solist hat er an sinfonischen Projekten von Mathias Rüegg teilgenommen. Seit 2002 war er 15 Jahre lang im Trio mit Heiri Känzig und Marcel Papaux tätig, mit dem mehrere Alben entstanden, gemeinsam mit Charlie Mariano auch Silver Blue (Enja 2006). Ab 2014 trat er daneben in ein neues Trio ein, mit Gildas Boclé und seinem Sohn Quentin Cholet am Schlagzeug. Weiterhin arbeitete er mit Musikern wie Michel Portal, Paolo Fresu, Jon Sass, Wolfgang und Christian Muthspiel, Wolfgang Puschnig, Steve Potts, Claudio Pontiggia/Olivier Ker Ourio, Rick Margitza, Silvano Borzacchiello oder Hilaria Kramer. Zudem gibt er Solokonzerte und tritt seit langem im Duo mit Matthieu Michel auf. Seine Diskographie umfasst etwa 30 Alben. Er ist auch auf Alben von Didier Hubert, Andy Emler und Bertrand Renaudin zu hören.
Cholet komponierte mehr als 400 Werke, wobei er gerne auf seine Kenntnisse des klassischen Repertoires zurückgreift. Er schrieb für Sinfonieorchester, Blasorchester, Chöre, Ballett, Theater und den Zirkus.

## Diskographische Hinweise
- Jean-Christophe Cholet Quartet: Century Jazz Tour (Bang & Olufsen 1994)
- Jean-Christophe Cholet & Mathias Rüegg, Odejy Octet Suite Alpestre (PeeWee 1997)
- Jean-Christophe Cholet, Diagonal Slavonic Tone (Altrisuoni 2003)
- French Touch (Cristal Records 2009)
- Jean-Christophe Cholet, Vincent Mascart, Geoffroy de Masure, Nicolas Mahieux, Christophe Lavergne Pick Up Vol.1 (Cristal 2011)
- Jean-Christophe Cholet, Orchestre d’harmonie de la Région Centre: Œuvres pour Orchestre d’harmonie et Solistes (Cristal 2012)
- Jean-Christophe Cholet, Gildas Boclé, Quentin Cholet: Initiatives (Infingo 2017)
- Amnesia (Infingo 2020)
- Jean-Christophe Cholet, Matthieu Michel, Didier Ithursarry: Studio Konzert (Neuklang 2020)